# Clidemia petiolaris
Clidemia petiolaris är en tvåhjärtbladig växtart som först beskrevs av Diederich Franz Leonhard von Schlechtendal och Adelbert von Chamisso, och fick sitt nu gällande namn av Diederich Franz Leonhard von Schlechtendal och José Jéronimo Triana. Clidemia petiolaris ingår i släktet Clidemia och familjen Melastomataceae. Inga underarter finns listade i Catalogue of Life.